# تشار 2 سي

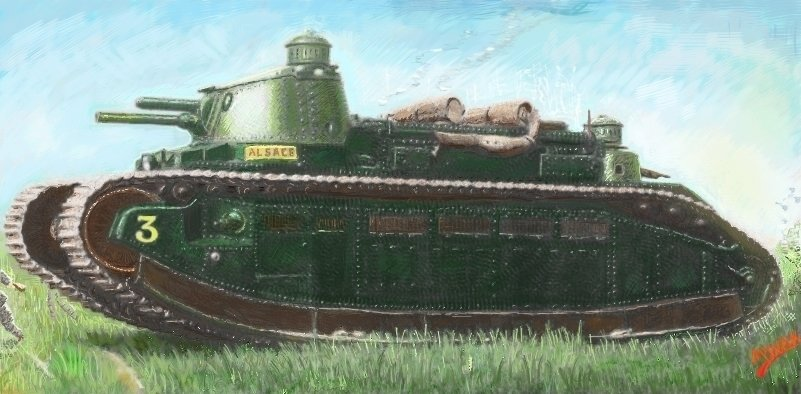
صورة ملونة للدبابة تشار 2 سي

تشار 2 سي وتعرف أيضا أف سي إم 2 سي دبابة فرنسية فائقة الثقل (تم اعتبارها في وقت لاحق دبابة فائقة الثقل) طورت خلال الحرب العالمية الأولى ولكنها لم تستعمل إلا بعد نهاية الحرب.